# Попытка переворота в Болгарии (1965)
Попытка переворота против Тодора Живкова (1965) (болг. Опит за преврат срещу Тодор Живков (1965)) —
заговор группы партийно-государственных и военных руководителей НРБ с целью отстранения от власти генерального секретаря ЦК БКП Тодора Живкова весной 1965 года. Имела целью установление в Болгарии более жёсткого коммунистического режима маоистского толка и достижение независимости от СССР. Пресечена органами госбезопасности НРБ.

## Контекст
Смерть Сталина в 1953, XX съезд КПСС в 1956, смягчение политического режима в СССР дестабилизировали коммунистические режимы в Восточной Европе. Массовые антикоммунистические выступления произошли в Чехословакии, в ГДР, в Польше, в Венгрии. В Болгарии продолжалось Горянское движение, а в мае 1953 забастовка табачников и рабочее восстание охватили Пловдив. При подавлении пловдивских протестов несколько человек погибли, раненые исчислялись десятками, арестованные — сотнями.
В руководстве правящих компартий возникли трения и конфликты. Сталинистские деятели осуждали хрущёвский «ревизионизм» и «оппортунизм», ориентируясь на компартию Китая во главе с Мао Цзэдуном.
Отстранение от власти Вылко Червенкова сопровождалось прекращением массовых репрессий и определённой либерализацией — при сохранении основ режима Болгарской коммунистической партии. Эти тенденции связывались с фигурой генерального секретаря ЦК БКП Тодора Живкова и вызывали резкое недовольство консервативно-сталинистского крыла БКП.

Живков снизил репрессии, либерализовал режим, в плановой экономике пытался ввести рыночные принципы. Болгарские сталинисты считали, что он делает недопустимые уступки капитализму… Мао Цзэдун в Китае оставался на сталинских позициях и вступил в конфликт с Советским Союзом. Албания поддерживала Китай, Чаушеску в Румынии дистанцировался от СССР. 14 октября 1964 года в Москве Хрущев был свергнут. Новое руководство Коммунистической партии во главе с Леонидом Брежневым взяло курс на частичную реабилитацию Сталина. Болгарские сталинисты сочли это подходящим моментом для устранения Живкова.

## Заговор
Сталинистскую группу в Болгарской компартии возглавляли
- Иван Тодоров-Горуня, член ЦК БКП, заместитель министра сельского хозяйства НРБ
- Цоло Крыстев, начальник отдела МИД НРБ, бывший посол в КНДР
- Цвятко Анев, генерал Болгарской народной армии, командующий гарнизоном Софии.

Все трое были ветеранами БКП и участниками партизанского движения 1940-х. Крыстев в 1943—1944 командовал крупным партизанским отрядом «Гаврил Генов», Анев был его помощником, Тодоров-Горуня — политкомиссаром отряда. Они придерживались ортодоксально-коммунистических взглядов, продолжали политические традиции Георгия Димитрова и Вылко Червенкова, рассматривали политику Живкова как «капитуляцию перед империализмом», «реставрацию капитализма» и даже «выполнение масонских приказов». Их политическим ориентиром являлась система маоистского, северокорейского либо ходжаистского типа.

После того, как в 1964 году в СССР был отстранен от власти Хрущев, многие члены Коммунистической партии считали, что Живков тоже должен уйти. Из-за его бесчинств, несовместимых с Конституцией, программой партии и нашим пониманием коммунистической убеждённости и морали.

Илия Карагонов, лектор Военной академии Г. С. Раковски, участник заговора

В группу заговорщиков входили более ста партийно-государственных чиновников и военачальников. Среди них были начальник канцелярии министерства обороны НРБ полковник Иван Велчев, начальник департамента генштаба Любен Динов, заместитель начальника армейского политуправления Мичо Ерменов, полковник МВД Цанко Цанков. Общее количество посвящённых и симпатизирующих заговору достигало почти двухсот человек. Не все они стремились к реставрации сталинизма, но в подавляющем большинстве выступали за независимость от СССР и КПСС (по примеру титовской СФРЮ). Кроме того, важным побудительным мотивом являлась неприязнь персонально к Живкову и его стилю руководства.

В процессе работы органов безопасности по раскрытию и ликвидации заговора оказалось, что все это было лишь вершиной айсберга. Было установлено, что настроения против политики Болгарской коммунистической партии и против личности Тодора Живкова уже принимали пугающие масштабы среди офицерского состава и особенно в кругах бывших участников антифашистского сопротивления. Кроме группы Горуня существовали и другие, более малочисленные конспиративные группы. Недовольством, однако, были охвачены намного более широкие круги, которые не участвовали в конспиративной деятельности, но были враждебно настроены к Тодору Живкову.

Генерал Васил Зикулов, начальник разведывательного управления министерства обороны Болгарии в 1967—1991

Переворот предполагалось совершить 14 апреля 1965 во время пленума ЦК БКП. Анев задействовал части столичного гарнизона и брал под контроль ключевые объекты, Велчев (от имени министра обороны Добри Джурова) выдвигал на Софию танковую бригаду, Ерменов — гвардейскую дивизию, Цанков принимал руководство софийским управлением МВД. Тодоров-Горуня и Крыстев должны были поставить ЦК перед фактом переворота, отдать под арест Живкова и возглавить БКП.

## Пресечение
Болгарская госбезопасность (ДС) во главе с Ангелом Солаковым эффективно контролировала ход заговора (некоторые участники находились под наблюдением ещё до 1964). Конкретная информация о готовящемся перевороте поступила в ДС 12 февраля 1965. Днём раньше Любен Динов посетил начальника софийского управления МВД Саби Стефанова — своего бывшего товарища по партизанскому отряду — и призвал присоединиться к мятежу. Стефанов посчитал это провокацией и после ночных размышлений сообщил обо всём министру внутренних дел генералу Дико Дикову.
Оперативный контроль над ситуацией осуществлял заместитель председателя ДС Мирчо Спасов. Конспирация заговорщиков была настолько иллюзорной, что операция по их нейтрализации получила название Дураки. Считается, что автором этого названия был лично Живков.

Непосредственно бандой расправы руководил Мирчо Спасов. Генерал Спасов был правой рукой Живкова, делал всё с его личного благословения.

Иван Велчев

28 марта 1965 начались аресты. 8 апреля был арестован Анев, в тот же день Тодоров-Горуня покончил с собой. К 12 апреля под арестом находились все причастные к попытке переворота.
Девять человек предстали перед судом. Наиболее суровый приговор — 15 лет заключения — был вынесен Ивану Велчеву, Ерменов получил 10 лет, Анев, Крыстев и Динов — по 8 лет. К административной и партийной ответственности были привлечены 192 чиновника. 189 партийных функционеров были исключены из БКП, 250 офицеров армии и МВД уволены или понижены в звании. Среди уволенных оказался и Саби Стефанов, которому вменялась в вину задержка с информированием (на одну ночь).
Официально о заговоре не сообщалось, распространившиеся слухи опровергались как «враждебная пропаганда». Однако факт «задержания» Крыстева и Анева 22 апреля пришлось официально признать, как и самоубийство Тодорова-Горуни «в состоянии депрессии» (некоторые участники событий, в частности Илия Карагонов, утверждали, что Горуня был убит, однако доказательств этой версии никогда не было представлено).
Провал заговора отразил доминировавшие настроения болгарской номенклатуры, олицетворением которых являлся Тодор Живков. Даже сторонники заговора считали его лидеров малоизвестными в обществе и маловлиятельными политиками (хотя некоторые из них занимали видные военные посты). Правящая элита НРБ в целом не желала реставрации червенковских порядков. Её вполне устраивала ориентация на брежневский СССР. Сам Живков даже вынашивал планы присоединения НРБ к СССР в качестве 16-й республики с тем, чтобы войти в политбюро ЦК КПСС и стать председателем советского Госплана. 30 апреля 1965 Живков в официальном выступлении подчеркнул приверженность БКП союзу с КПСС и СССР.

## Реабилитация
15 июня 1990 года Военная коллегия Верховного суда Болгарии реабилитировала всех осуждённых по делу об антиживковском заговоре. Их действия были названы «общественно необходимыми» и направленными на «свержение диктаторского режима». Это не свидетельствовало об идеологических симпатиях властей к группировке Тодорова-Горуни. Тогдашний президент Болгарии Пётр Младенов и премьер-министр Андрей Луканов являлись деятелями скорее прогорбачёвского, нежели сталинско-маоцзэдуновского толка. Однако они делали ставку на максимальное разоблачение смещённого в ноябре 1989 Живкова и всячески демонстрировали симпатии к его противникам.
Некоторые участники заговора, в том числе Цвятко Анев, Мичо Ерменов, Иван Велчев, были живы на момент реабилитации (Анев скончался в 2002, Велчев в 2005).